# Абиетат меди(II)
Абиета́т ме́ди(II) (химическая формула — Cu(C19H29COO)2) — органическая медная соль абиетиновой кислоты.
При стандартных условиях, абиетат меди(II) — это зеленовато-голубые кристаллы, не растворяющиеся в воде.

## Физические свойства
Абиетат меди(II) образует зеленовато-голубые кристаллы. Не растворяется в воде и ограниченно растворяется в органических растворителях.

## Получение
- Взаимодействие водного раствора абиетата натрия и растворимой соли меди:

{\displaystyle {\mathsf {CuSO_{4}+2NaC_{19}H_{29}COO\ {\xrightarrow {}}\ Cu(C_{19}H_{29}COO)_{2}\downarrow +Na_{2}SO_{4}}}}

## Применение
- Ингибитор полимеризации метакрилатов.[1]